# Feng Yuxiang
Feng Yuxiang (chinês tradicional: 馮玉祥, chinês simplificado: 冯玉祥, pinyin: Féng Yùxiáng; IPA: [fə́ŋ ỳɕi̯ɑ́ŋ]), (6 de novembro de 1882 - 1 de setembro de 1948), nome de cortesia Huanzhang (焕章), foi um senhor da guerra chinês e líder da República da China de Chaohu, Anhui. Ele serviu como Vice-Premiê da República da China de 1928 a 1930. Ele também era conhecido como o "General Cristão" por seu zelo em converter suas tropas e o "General Traidor" por sua propensão a romper com o establishment. Em 1911, ele era oficial nas fileiras do Exército de Beiyang de Yuan Shikai, mas se juntou às forças revolucionárias contra a dinastia Qing. Ele alcançou alto cargo dentro da facção de senhores da guerra de Wu Peifu, a facção de senhores da guerra de Zhili, mas lançou o Golpe de Beijing em 1924, que tirou Zhili do poder e trouxe Sun Yat-sen para Pequim. Ele se juntou ao Partido Nacionalista (KMT), apoiou a Expedição do Norte e se tornou irmão de sangue de Chiang Kai-shek, mas resistiu à consolidação de poder de Chiang na Guerra das Planícies Centrais e rompeu com ele novamente ao resistir às incursões japonesas em 1933. Ele passou seus últimos anos apoiando o Comitê Revolucionário do Kuomintang.

## Primeiros anos e carreira
Como filho de um oficial no Exército Imperial Qing, Feng passou sua juventude imerso na vida militar. Ele ingressou no Exército Huai aos 11 anos como soldado auxiliar (Fu Bing, 副兵), a patente mais baixa no exército. Recebia uniforme e comida, mas não salário, ao contrário dos soldados regulares. Aos 16 anos, ele já havia se destacado e se tornou um soldado regular. Ao contrário de outros soldados que jogavam fora seu salário, Feng economizava o seu e usava uma parte para ajudar outros soldados necessitados, especialmente aqueles soldados auxiliares (Fu Bing, 副兵), como ele já fora um dia, tornando-se assim popular entre seus camaradas de armas. Feng era trabalhador e motivado, e em 1902 foi transferido para o recém-estabelecido Exército Beiyang de Yuan Shikai.
Durante a Revolução Xinhai de 1911, Feng juntou-se à Revolta de Luanzhou contra a Corte Qing e apoiou os revolucionários no Sul. A revolta foi reprimida pelo Exército Beiyang e Feng foi preso por Yuan Shikai. Em 1914, ele recuperou seu posto militar e passou os próximos quatro anos defendendo o regime de Yuan. Em julho de 1914, como comandante de brigada, ele participou da repressão da Revolta Camponesa Bailang em Henan e Shaanxi. Durante a Guerra de Proteção Nacional de 1915–16, foi enviado a Sichuan para combater o Exército Nacional de Proteção Anti-Yuan, mas secretamente comunicava-se com o líder revolucionário Cai E. Em abril de 1917, foi destituído de seu posto militar, mas ainda liderou suas antigas tropas na campanha contra Zhang Xun e foi restabelecido em seu posto. Em fevereiro de 1918, foi ordenado a suprimir o Movimento de Proteção Constitucional, mas proclamou seu apoio às negociações de paz em Hubei e foi destituído de títulos, mas autorizado a permanecer no comando de suas forças. A captura de Changde em junho lhe rendeu de volta seus títulos. Em agosto de 1921, foi promovido para comandar uma divisão e estava baseado em Shaanxi.

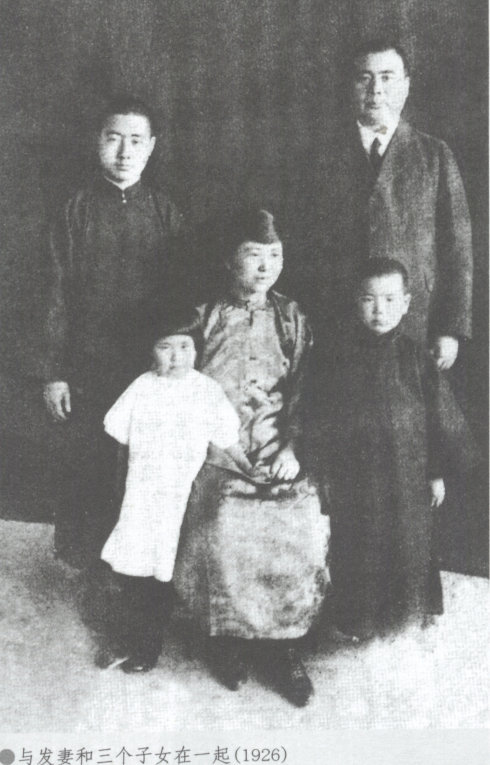
Feng Yuxiang e sua família

## Conversão ao Cristianismo
Feng, assim como muitos jovens oficiais, esteve envolvido em atividades revolucionárias e quase foi executado por traição. Mais tarde, ele ingressou no Exército Beiyang de Yuan Shikai e, com a ajuda e conselho do diplomata chinês Wang Zhengting, converteu-se ao Cristianismo em 1914, sendo batizado na Igreja Episcopal Metodista.
A carreira de Feng como senhor da guerra começou logo após o colapso do governo de Yuan Shikai em 1916. No entanto, Feng se destacou dos outros militaristas regionais ao governar seus domínios com uma mistura de socialismo cristão paternalista e disciplina militar. Ele proibiu a prostituição, o jogo e a venda de ópio e morfina. A partir de 1919, ele ficou conhecido como o "General Cristão".
Em 1923, o missionário cristão protestante britânico Marshall B. Broomhall disse sobre ele:
O contraste entre os Ironsides de Cromwell e os Cavaleiros de Charles não é mais marcante do que o que existe na China hoje entre as tropas piedosas e bem disciplinadas do General Feng e o tipo normal de homem que naquele país é chamado de soldado... Embora seja exagero dizer que não há bons soldados na China fora do exército do General Feng, é igualmente verdade que as pessoas em geral têm tanto medo da presença de tropas quanto de bandos de bandidos.bands.
Ele era conhecido por gostar de batizar suas tropas com água de uma mangueira de incêndio. No entanto, nenhum incidente desse tipo é mencionado na biografia detalhada de Sheriden, or in Broomhall's account. Tanto Broomhall quanto Sheriden afirmam que o batismo era levado muito a sério e que nem todas as tropas de Feng foram batizadas. O jornalista John Gunther, em seu livro de 1939 Inside Asia, negou especificamente que tais batismos em massa tenham ocorrido.
Como um convertido cristão devoto, Feng estava promovendo ativamente o Cristianismo na China, mas não mostrava tolerância por outras religiões. Após suas tropas entrarem na Província de Henan em 1927, ele iniciou uma campanha para exterminar o Budismo, expulsando mais de 300.000 membros monásticos e confiscando centenas de mosteiros budistas para uso militar e outros fins.

## Ascensão

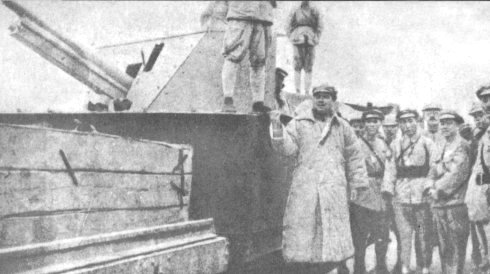
Feng Yuxiang diante do veículo blindado de ferro capturado pela facção Fengtian

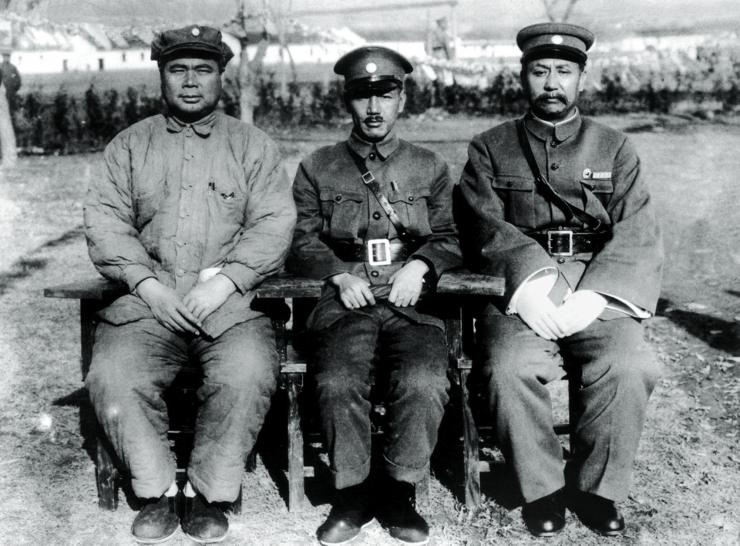
Feng Yuxiang, Chiang Kai-shek e Yan Xishan, 1928, antes aliados antes do início da Guerra das Planícies Centrais

No início da década de 1920, Feng ganhou destaque na facção Zhili de senhores da guerra, assim chamada porque sua base de poder estava centrada na Província de Zhili. Essa facção Zhili derrotou a facção Fengtian, liderada por Zhang Zuolin, pai de Zhang Xueliang, na Primeira Guerra Zhili-Fengtian em 1922. Foi nessa época que Feng também começou a se aproximar da União Soviética.
Dentro da facção Zhili, Feng foi rebaixado por Wu Peifu e enviado para guardar os subúrbios do sul de Pequim. Em 1923, Feng foi inspirado por Sun Yat-sen e secretamente conspirou com Hu Jingyi e Xue Yue para derrubar Wu Peifu e Cao Kun, que controlavam o governo de Beiyang. Quando a Segunda Guerra Zhili-Fengtian começou em 1924, Feng estava encarregado de defender Rehe contra a facção Fengtian. No entanto, ele mudou de lado e tomou a capital no Golpe de Pequim em 23 de outubro de 1924. Essa reviravolta levou Zhang Zongchang, senhor da guerra de Shandong, a se juntar à Fengtian e levou a uma derrota decisiva das forças Zhili. Portanto, o golpe de Feng trouxe mudanças políticas profundas na China. Feng aprisionou o líder Zhili e presidente Cao Kun, instalou o mais liberal Huang Fu, expulsou o último Imperador Puyi da Cidade Proibida e convidou Sun Yat-sen para Pequim para ressuscitar o governo republicano e reunificar o país. Apesar de estar gravemente doente, Sun veio a Pequim e morreu lá em abril de 1925.
Feng renomeou seu exército para Guominjun ou Exército Nacional do Povo. Para contrariar a pressão das facções Zhili e Fengtian, ele convidou Duan Qirui para assumir a presidência. No entanto, Feng foi derrotado por uma aliança Zhili-Fengtian na Guerra Anti-Fengtian em janeiro de 1926. Ele perdeu o controle de Pequim e recuou para Zhangjiakou, onde seu exército ficou conhecido como Exército do Noroeste.
Em abril de 1926, o sucessor de Sun Yat-sen, Chiang Kai-shek, lançou a Expedição do Norte de Guangzhou contra os senhores da guerra do norte. Feng apoiou os Nacionalistas na Expedição do Norte e fundiu seu Guominjun com o Exército Revolucionário Nacional. Os Nacionalistas derrotaram a facção Zhili no sul e Feng afirmou controle sobre grande parte do centro-norte da China. Zhang Zuolin foi forçado a retirar as forças Fengtian de volta à Manchúria. Em agosto, Feng foi para a União Soviética e retornou em setembro.

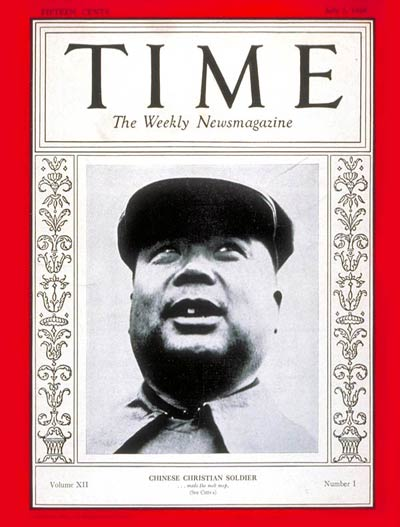
Feng Yuxiang na capa da revista Time, em 2 de julho de 1928

Em outubro de 1928, Feng Yuxiang foi nomeado Vice-Presidente do Yuan Executivo e Ministro da Guerra da República da China pelo Presidente Chiang Kai-shek. O patriotismo de Feng era uma motivação básica. Por causa das atrocidades que viu soldados japoneses cometerem durante a Guerra Sino-Japonesa de 1895, Feng prometeu que lutaria até a morte contra os japoneses se algum dia se tornasse soldado. Todos os anos, no aniversário das Demandas das Vinte e Um do Japão em 1915, ele e seus oficiais usavam cintos nos quais estava escrito "Em Memória da Humilhação Nacional de 7 de Maio".
No início de 1929, Feng ficou insatisfeito com o governo nacionalista de Chiang Kai-shek em Nanquim. Ele se juntou a Yan Xishan e Li Zongren para desafiar a supremacia de Chiang, mas foi derrotado por ele na Guerra das Planícies Centrais. Chiang então incitou sentimentos anti-Yan Xishan e Feng Yuxiang entre os muçulmanos chineses e mongóis, encorajando-os a derrubar seu governo.

## Fora do poder
Despojado de seu poder militar, Feng passou o início da década de 1930 criticando a falha de Chiang Kai-shek em resistir à agressão japonesa. Em 26 de maio de 1933, Feng Yuxiang tornou-se comandante-em-chefe da Aliança do Exército Anti-Japonês do Povo de Chahar, com Ji Hongchang e Fang Zhenwu como comandantes de linha de frente. O exército de Ji Hongchang, que segundo Feng contava com mais de 100.000 homens, avançou contra Duolun, e até julho de 1933 expulsou as tropas japonesas e manchuquianas da Província de Chahar. No final de julho, Feng e Ji Hongchang estabeleceram, em Zhangjiakou, o "Comitê para Recuperar as Quatro Províncias do Nordeste". Chiang Kai-shek, temendo que os comunistas tivessem assumido o controle do Exército Anti-Japonês Aliado, lançou um cerco concertado ao exército com 60.000 homens. Cercado por Chiang Kai-shek e pelos japoneses, Feng Yuxiang renunciou ao seu cargo e se aposentou para Tai'an em Shandong.

## Anos seguintes

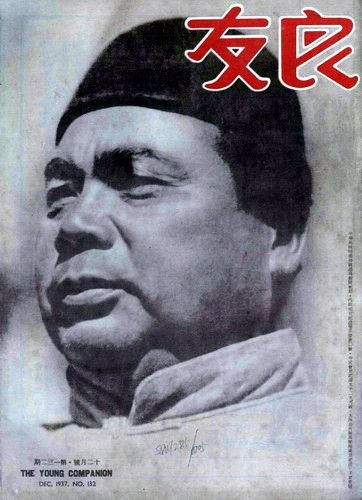
Feng Yuxiang na capa da revista The Young Companion, dezembro de 1937

Entre 1935 e 1945, Feng Yuxiang apoiou o KMT e ocupou várias posições no exército e no governo nacionalistas. Em outubro de 1935, Chiang o convidou para Nanquim para servir como vice-presidente da Comissão de Assuntos Militares. Ele ocupou o cargo nominal até 1938 e permaneceu membro do conselho até 1945. Durante o Incidente de Xi'an, quando Chiang Kai-Shek foi mantido prisioneiro por senhores da guerra rebeldes, Feng imediatamente pediu a libertação de Chiang.
Após o início da Segunda Guerra Sino-Japonesa em 1937, ele brevemente serviu como Comandante-em-Chefe da 3ª Área de Guerra. Nessa função, Feng liderou as forças chinesas no início da defesa de Xangai, mas foi rapidamente substituído por Zhang Zhizhong e posteriormente pelo próprio Chiang.
Após a Segunda Guerra Mundial, ele viajou para os Estados Unidos, onde foi um crítico contundente do regime de Chiang e do apoio da administração Truman a ele. Enquanto estava lá, ele foi à casa do General Joseph Stilwell na Califórnia, pois admirava Stilwell. Barbara Tuchman conta a história: "alguns dias após a morte de seu marido, a Sra. Stilwell estava no andar de cima de sua casa em Carmel, Califórnia, quando um visitante foi anunciado com alguma confusão como 'o cristão'. Perplexa, desceu para encontrar no corredor a figura imensa e a cabeça em formato de bala de canhão de [Feng Yuxiang], que disse: 'Eu vim lamentar com você a perda de Shih Ti-wei, meu amigo. Feng Yuxiang também visitou e viveu por vários meses em Berkeley, Califórnia, durante sua estadia como estudioso visitante.
Embora nunca tenha sido comunista ele próprio, ele se aproximou deles em seus últimos anos.
Segundo descendentes cujo pai foi criado pelo Feng Yuxiang em sua casa, ele foi inspirado pelo exemplo do Feng mais velho de serviço à pátria e aos compatriotas para servir no exército.

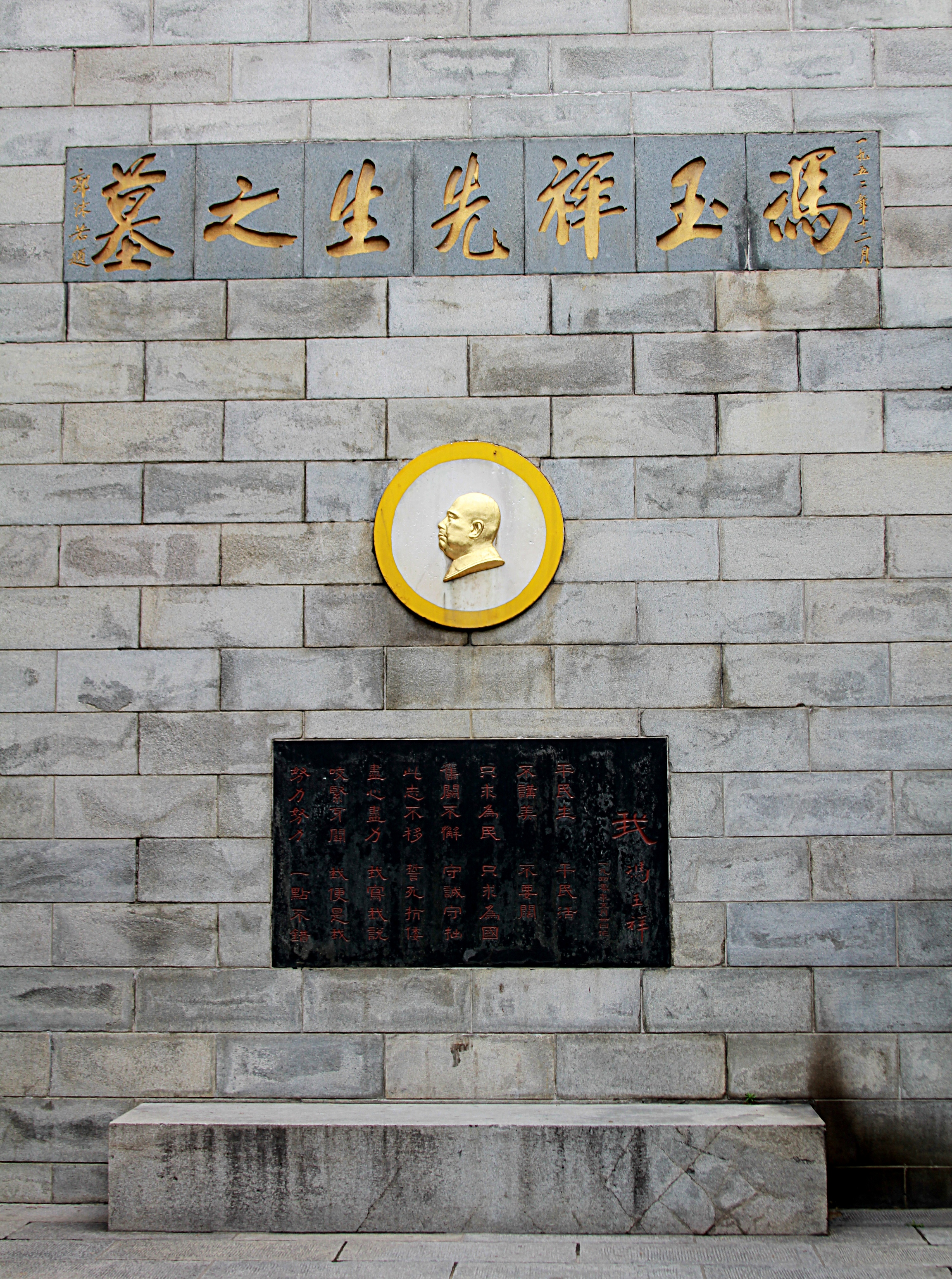
Túmulo de Feng Yuxiang aos pés do Monte Tai em Shandong

Ele morreu em um incêndio a bordo de um navio no Mar Negro enquanto estava a caminho da União Soviética em 1948, juntamente com uma de suas filhas. Alguns acreditam que ele foi assassinado; outros negam.
Os mesmos descendentes também aprenderam com seu pai que muitos acreditavam que Feng foi assassinado por adversários políticos. Supostamente, aqueles que sabiam detalhes do incêndio a bordo do navio e suas circunstâncias relataram que Feng e sua filha pereceram no meio da noite, com as portas da cabine trancadas do lado de fora.
Os comunistas chineses sob Mao Zedong classificaram Feng como um "bom senhor da guerra", e seus restos foram enterrados com honras em 1953 no sagrado Monte Tai. em Shandong. Seu túmulo está localizado imediatamente a leste da praça da Vila Tianwai. Sua viúva, Li Dequan, serviu como Ministra da Saúde da República Popular da China.

## Legado
Muitos dos antigos subordinados de Feng Yuxiang se juntaram ou se fundiram ao Exército Revolucionário Nacional do Kuomintang e lutaram com distinção na Segunda Guerra Sino-Japonesa. Eles incluem Song Zheyuan, Tong Linge, Zhao Dengyu, Sun Lianzhong, Liu Ruming, Feng Zhi'an, Yang Hucheng, Ji Hongchang e Zhang Zizhong. Exceções notáveis foram Sun Liangcheng e Qin Dechun, que colaboraram com os japoneses. Outros generais, após servirem por um longo período na era dos senhores da guerra, se aposentaram para viver uma vida de prazer.
Sir Richard Evans, autor de Deng Xiaoping e a Construção da China Moderna, descreveu Feng como "um homem honesto" em seu livro. Peter R. Moody escreveu no en:Annals of the American Academy of Political and Social Science: "Muitos dos aliados de Feng podem discordar disso, pois ele traiu cada um deles."